# Renata Bertolas
Renata Bertolas (Verona, 3 luglio 1962) è una doppiatrice e direttrice del doppiaggio italiana.

## Biografia
Diplomata in pianoforte, cantante di jazz e bossanova, ha partecipato a diversi audiodrammi radiofonici Rai. Ha iniziato la sua attività di doppiatrice nel 1988 nella sua città natia. Nel 1998 si trasferisce a Milano, dove ha continuato la sua carriera di doppiatrice ed è diventata anche direttrice di doppiaggio. Tra i personaggi di cartoni animati più noti che ha doppiato, Sakura in Pesca la tua carta Sakura, Mirmo in Mirmo!! e Claire in Claymore. Ha una figlia, Elsa Turco, anche lei doppiatrice e speaker. È anche direttrice del doppiaggio di diversi reality, cartoni, serie TV e film tra i quali The Chefs' Line - Sfida il ristorante, The Final Table, YooHoo to the Rescue, Miyo - Un amore felino, Cobra Kai, Made in Abyss, Perdida, Seven Days War, Rainbow High, Che fine ha fatto Sara?, La parata dei cuori, Girls5eva, Spy × Family, To Your Eternity, Mashle, Unicorn Academy, Spy × Family - Code: White, Coop Troop, I Thunderman - Il ritorno, I Thunderman in missione, Spookley la zucca quadrata: Natale con i gattini

## Doppiaggio

### Film
- Kari Matchett in Code 8, Code 8 - Parte II
- Josefine Preuß in French Kissing - A caccia di baci
- Ava Gardner in Sangue all'alba (ridoppiaggio)
- Sigrid Thorton in Attacco nel deserto
- Françoise Lebrun in Séraphine
- Emilija Vukotic in Promettilo!
- Nikki Barnett in Quello che veramente importa
- Lydia Hull in Escape Plan 3 - L'ultima sfida
- Valeria Bruni Tedeschi in Actrices
- Chloe Webb in Sid & Nancy
- Emmanuelle Vaugier in Dolan's Cadillac
- Gina Ravera in The Great Debaters - Il potere della parola
- Anne Heche in Prozac Nation
- Robin Weigert in My One and Only
- Mayana Neiva in Infanzia clandestina
- Léa Drucker in L'uomo della mia vita
- Melissa Gilbert in Lo spettacolo del Natale
- Nina Nikolina in Un re allo sbando
- Reme Gómez in Pelle
- Katherin Blundell ne Le leggi della termodinamica
- Mary Scheer in iParty con Victorious
- Eva Llorach in Chi canterà per te?
- Úrsula Corberó in L'albero del sangue
- Lotte Verbeek in The Coldest Game - A mente fredda
- Asaka Seto in Death Note - Il film
- Jo Deseure in La folle vita
- Rosa Blasi in I Thunderman - Il ritorno

### Serie televisive
- Rosa Blasi ne I Thunderman, I Thunderman in missione
- Mary Scheer in iCarly, iCarly (2021)
- Sophie Artur e Tony Leteurtois in Maguy
- Laura Bertram in Siete pronti?
- Josephine Mitchell in Wandin Valley
- Melissa Joan Hart e Jason Zimbler in Clarissa
- Troy Beckwith in Pugwall
- Cynthia Dale in Street Legal
- Bella Enahoro in Pie in the Sky
- Macha Grenon in Scoop
- Marisa Lauren in Kamen Rider: Dragon Knight
- Lisa Dwan in Mystic Knights: quattro cavalieri nella leggenda
- Nicole De Boer in Oltre la realtà
- Marietta DePrima in Casa Hughley
- Michala Banas ne Le sorelle McLeod
- Dylan McLaughlin, Wyatt Carper, Ryan Ochoa, Wendy Haines, Annie DeFatta, Rashad Monson, Cynthia Dallas, Cherise Bangs, Emily Ratajkowski, Joey Luthman, Valerie Azlynn, Stuart Allan, Spencer List, Jacob Bertrand e Jennifer Birmingham Lee in iCarly
- Claire Holman in Lewis
- Ahn Sun-Young in Dream High
- Violeta Naon in Peter Punk
- María Castro in Tierra de Lobos - L'amore e il coraggio
- Amy Bailey in Vikings
- Kathryn Hahn in Transparent
- Korie Robertson in Duck Dynasty: buzzurri e bizzarri
- Cécile Rebboah in Lebowitz vs Lebowitz
- Alix Poisson in Candice Renoir
- Laila Robins in Murder in the First
- Aylin Esener in Lena - Amore della mia vita
- Nicola Stephenson in Una strega imbranata
- Sarah Manninen in L'altra Grace
- Muriel Combeau in Nina
- Marìa Blanco in Una vita
- Ana Labordeta in Vis a vis - Il prezzo del riscatto
- Anna Pieri in Double vie
- Eva Röse in Heder
- Paulina Gálvez in The Purge
- Diora Baird e Erin Bradley Dangar in Cobra Kai
- Viktoriya Korlyakova in Meglio di noi
- Rachel Griffiths in The Wilds
- Fiamma Parente in Di4ri

### Film d'animazione
- Dekisugi Hidetoshi in Doraemon - Il film, Doraemon - Il film: Le avventure di Nobita e dei cinque esploratori, Doraemon - Il film: Nobita e l'isola del tesoro, Doraemon - Il film: Nobita e le cronache dell'esplorazione della Luna, Doraemon - Il film: Nobita e il nuovo dinosauro, Doraemon - Il film: Nobita e le piccole guerre stellari 2021, Doraemon - Il film: Nobita e l'Utopia celeste, Doraemon - Il film: Nobita e la sinfonia della Terra
- Principe Schiaccianoci ne Le incredibili avventure del principe Schiaccianoci
- Vicki Vale in Batman contro Dracula
- Sakura Kinomoto in Card Captor Sakura - The Movie (ridoppiaggio)
- Seiran Hoshi in Detective Conan - L'ultimo mago del secolo
- Chinami Sawaguchi in Detective Conan - Trappola di cristallo
- Kazuha Toyama da bambina e Ichikayo  in Detective Conan - La mappa del mistero
- Tenko Tajima in Detective Conan - Il mago del cielo d'argento
- Midori Kuriyama in Detective Conan - Requiem per un detective
- Yui Uehara in Detective Conan - ...e le stelle stanno a guardare
- Kaoru Koda e Tomofumi Motura in Detective Conan - L'undicesimo attaccante
- Fiona in Doraemon - Il film: Nobita e l'isola del tesoro
- Kaia in Doraemon - Il film: Nobita e le cronache dell'esplorazione della Luna
- Perfidia la strega ne I 7 nani
- Allegra James in Barbie Principessa Rock
- Zia Chloe in Barbie - Squadra speciale
- Professoressa Ursula Callistis/Shiny Chariot nei film di Little Witch Academia
- Seripa in Dragon Ball Z - Le origini del mito  (ridoppiaggio)
- Mai in Dragon Ball - Il torneo di Miifan  (ridoppiaggio)
- Broly da bambino in Dragon Ball Super - Broly
- Seri in Viaggio verso Agartha
- Jewelry Bonney in One Piece Stampede - Il film
- Manami Suda in Jujutsu kaisen 0 - Il film
- Sylvia Sherwood in Spy × Family - Code: White
- Mamma Shark in Baby Shark's Big Movie

### Serie animate
- Linus van Pelt e Lucy van Pelt in The Charlie Brown and Snoopy Show
- Jenny Moore in Yawara! - Jenny la ragazza del judo
- Annie Moore in Annie
- Penny Crayon in Penny Crayon
- Josianne in Manu
- Max Young in Fantastico Max
- Angelica e Tommy Pickles ne I Rugrats (Junior TV)
- Presley in Mummies Alive: quattro mummie in metropolitana
- Sakura Kinomoto in Pesca la tua carta Sakura, Sakura, la partita non è finita
- Agente Jenny e altri personaggi in Pokémon
- Hilda Spellman in Sabrina, the Animated Series
- Rossana (parte cantata) ne Il giocattolo dei bambini
- Kat Ryan in Max Steel
- Hilde in Gundam Wing
- Jewelry Bonney, Kuina (2ª voce), Hody Jones (bambino), Stelly (da bambino) e altri personaggi in One Piece
- Dela in Magica Doremì
- Vari personaggi in Detective Conan
- Teo in Hamtaro
- Judy Mizuhara in Beyblade, Beyblade V-Force, Beyblade G-Revolution
- Sewashi (serie 1979) e Dekisugi (3ª voce serie 1979, e serie 2005) in Doraemon
- Mandy in Totally Spies! - Che magnifiche spie! (st. 1-6)
- Wheezie in Draghi e draghetti
- Yuya Minami in Beyblade V-Force
- Sarah in Belfagor
- Haruna Kisaragi in Yui - Ragazza virtuale
- Karin in Ririka, SOS!
- Toshio in A Baby and I
- Takao bambino in Beyblade G-Revolution
- Miss Mimi in Angelina ballerina
- Len Tao bambino in Shaman King
- Mirmo in Mirmo!!
- Jaden Yuki bambino, Alexis Rhodes in Yu-Gi-Oh! GX
- Jo in Burst Angel
- Kushina Uzumaki (2ª voce) in Naruto Shippuden
- Pururu e Giroro (da bambino) in Keroro
- Wendy White in Poochini
- Coco, Ayaka e Jennifer Houston in Mermaid Melody - Principesse sirene
- Shinobu Misato in Najica Blitz Tactics
- Pam (canto) ne Il guardiano della foresta - Mushiking
- Cinnamon Meilleure in Sugar Sugar
- Tubarina ne Le principesse del mare
- Robnos in Zatch Bell!
- Miki Sakurazuka in My Melody - Sogni di magia
- Dana Tan in Justice League Unlimited
- Pianta Digerente (4a voce) in Monster Allergy
- Abby Archer in Grossology
- Porzia Clemenzia di Ebe in Romeo × Juliet
- Tigrerra in Bakugan - Battle Brawlers
- Sara in MÄR
- Yoshino Uehara in Gantz
- Kelly in Stoked - Surfisti per caso
- Musashi in Shugo Chara - La magia del cuore
- Miki Jonouchi in Future GPX Cyber Formula
- Haru Tsukumo in Yu-Gi-Oh! Zexal
- Clare in Claymore
- Jean-Pierre Lapin in Inazuma Eleven GO
- Christel Takigawa in Tokyo Magnitude 8.0
- Vivian in Flash & Dash
- Duchess Swan in Ever After High
- Scarlet in Robin Hood - Alla conquista di Sherwood
- Marguerite Grey in Over the Garden Wall
- Mamma Tiger in Daniel Tiger
- Yoko Sakaki e Alexis Rhodes in Yu-Gi-Oh! Arc-V
- Hermione in Sherlock Yack
- Professoressa Ursula/Shiny Charriot in Little Witch Academia
- Laura Adams, Rivela, Denstrostrello e Pina in Yo-kai Watch
- Blossom in Lalaloopsy
- Mai del futuro, Sig.ra Brief, Sanka Ku e Hop in Dragon Ball Super
- Corte in Lost Song
- Natsuko in Captain Tsubasa
- Moglie Di Liu Jing in Link Click
- Laura in Topo Gigio
- Masaki Kurosaki, Isane Kotetsu in Bleach, Bleach: Thousand-Year Blood
- Asanoa in Shaman King
- Mamma di Alice in Alice & Lewis
- Professoressa Morita in Card Captor Sakura: Clear Card
- Lucilla in Io alla tua età
- Sylvia Sherwood in Spy × Family
- Narratrice in Made in Abyss
- Mamma Shark in Baby Shark's Big Show

### Programmi TV
- Laura Hamilton in Fort Boyard
- Lisa Rinna in Merge - Due cuori e una capanna
- Billie Jd Porter in Secrets of China
- Nicole Curtis in Come ti trasformo la casa e Sfida sulla spiaggia
- Christina Tosi in MasterChef Usa e MasterChef Junior

### Videogiochi
- Karma in League of Legends
- Ellen Ripley in Alien: Isolation[2]
- Catherine in Assassin's Creed III[3]
- Violet da Costa in Assassin's Creed: Rogue[4] e Assassin's Creed: Syndicate
- Sophie Trenet in Assassin's Creed: Unity[5]
- Airmid e Sacerdotessa in Atlantis II[6]
- Sama e Lani in Atlantis Evolution[7]
- Ginrei ne Le avventure di Lupin III: Lupin la morte, Zenigata l'amore[8]
- Beth e Giselle in Boog & Elliot a caccia di amici[9]
- Mad Moxxi e Angel in Borderlands 3[10]
- Lisa Brown e Rappresentante industrie Zetrox in Chrome[11]
- Rose Archer in Close to the Sun[12]
- Nina Cortex in Crash Tag Team Racing[13], Crash of the Titans[14], Crash: Il dominio sui mutanti[15] e Crash Team Racing Nitro-Fueled[16]
- Liz in Crash Team Racing Nitro-Fueled[16]
- Helena Rosenthal in Crysis[17]
- Polly White, Emily, Edward, Morgan, Myles e Sussurri dei Fantasmi/Contrabbandieri in Dark Fall 2: Il segreto del faro[18]
- Tala in Darkwatch[19]
- Eva Kant in Diabolik: The Original Sin[20]
- Quentin/Prencesse Carmina in Dragon Lore II: Il cuore del dragone[21]
- Catherine in FIFA 17 [22], FIFA 18 [23]
- Freddi Pesce in Freddi Fish e il caso della scuola infestata[24]
- Gas-Gas in Gas-Gas entra in gara[25]
- Giselle Campton in Faust - I 7 giochi dell'anima[26]
- Anya Stroud in Gears of War[27], Gears of War 2[28], Gears of War 3[29] e Gears of War: Judgment,[30] Gears of War 4[31]
- Pucci in Grim Fandango (1998)[32]
- Nefermaat "Tifet" in Egypt II: La Profezia di Heliopolis (1999)[33]
- Aamerut in Egypt 1156 a.C.: l'enigma della tomba reale (1999)[34]
- Betty Ross in Hulk (2003)[35]
- Galena in Shadow Ops: Red Mercury (2004)[36]
- Ashley Thompson in Obscure (2004)[37]
- Marines in Halo 2 (2004)[38]
- Samantha "Sam" Malone in Fahrenheit (2005)[39]
- Sirena in Harry Potter e il Calice di Fuoco (2005)[40]
- Yoko Retomoto in Kane & Lynch: Dead Men (2007)[41]
- Mad Moxxi in Borderlands (2009)[42]
- Xenia Onatopp in GoldenEye (2010)[43]
- Anna in Dirt 3 (2011)[44]
- Jean Pierre "JP" Lapin, Skie Blu e Nelly Evans in Inazuma Eleven GO (2011)[45]
- Jean Pierre "JP" Lapin e Skie Blue in Inazuma Eleven GO Chrono Stones (2012)[46]
- Lady Boyle in Dishonored (2012)[47]
- Mad Moxxi e Una Baha in Borderlands 2 (2012)[48]
- Centralinista in Need for Speed: Rivals (2013)[49]
- Lady Liadrin in Hearthstone (2014)[50]
- Mad Moxxi e Eliza in Borderlands: The Pre-Sequel (2014)[51]
- Dimah Al-Masri in Just Cause 3 (2015)[52]
- Laura Gibson in Call of Duty: Infinite Warfare (2016)[53]
- Principessa Leila Organa in Star Wars: Battlefront II (2017)[54]
- Annunciatrice in Apex Legends (2019)[55]
- Principessa Zhim in Anthem (2019)[56]
- Mayhem, ufficiale Gaspar e prigioniera civile in Tom Clancy's The Division 2 (2019)[57]
- Kate Laswell in Call of Duty: Modern Warfare (2019)[58] e in Call of Duty: Modern Warfare II (2022),[59] Call of Duty: Modern Warfare III (2023)[60]
- Eira, Estrid e Regan in Assassin's Creed: Valhalla (2020)[61]
- Jasmine Dixon in Cyberpunk 2077 (2020)[62]
- Nuwa in Immortals Fenyx Rising (2021)[63]
- Jelani, Agarwal, Redridge, DeLeo, Owens, Saville in New World (2021)[64]
- Ann Darrow in Peter Jackson's King Kong: The Official Game of the Movie[65]
- Maya Kalani in The Chant (2022)[66]
- Computer della Ishimura in Dead Space (Remake) (2023)[67]
- Cadaveri femminili e mucca senza vita in Atomic Heart (2023)[68]
- Delphine in Final Fantasy XVI (2023)[69]
- Zahra in Assassin's Creed Mirage (2023)[70]
- Betsy Schneider in Spider-Man 2 (2023)[71]
- Amanda Waller in Suicide Squad: Kill the Justice League (2024)[72]
- Ine Kusumoto in Rise of the Rōnin (2024)[73]
- Natalie Meyer, Heather e Mindy Baker in Dead Rising Deluxe Remaster (2024)[74]
- Mila in Unknown 9: Awakening (2024)[75]
- Sotoma in Monster Hunter Wilds (2025)[76]
- Lady Nene in Assassin's Creed Shadows (2025)[77]
- The Witch in Doom: The Dark Ages (2025) [78]

### Podcast
- Utøya. Uno di noi, RSI Rete Due regia di Sergio Ferrentino